# Neomeniamorpha
De Neomeniamorpha is een orde van weekdieren uit de klasse Solenogastres (wormmollusken).

## Families
- Hemimeniidae Salvini-Plawen, 1978
- Neomeniidae Ihering, 1876